# 鈴木美花
鈴木 美花（すずき みか、1983年12月5日 - ）は、フリーアナウンサー。舎鐘所属。元長野放送のアナウンサー、元NHK長野放送局の契約キャスター。

## 人物
- 静岡県掛川市出身。AB型[1]。
- 静岡文化芸術大学卒業
- 地元の金融機関に4年間勤務、静岡放送キャスタードライバー、ケーブルテレビ記者[2]
- 2014年からNHK長野放送局キャスター。おもにニュースキャスター・ラジオパーソナリティーとして出演
- 2019年から長野放送アナウンサー。
- 第36回2020年FNSアナウンス大賞番組部門でアナウンス賞を受賞

## 過去の担当番組
NHK長野放送局
- イブニング信州 (2014年4月〜2017年3月) - キャスター
- ゆる〜り信州・ゆる信ワイド (2017年4月〜2019年3月) - パーソナリティ
- おはよう日本 - 中継リポーター (不定期)
- 知るしん 信州を知るテレビ - ナレーター
- ラジオ防災特番 - パーソナリティ

長野放送
- ふるさとライブ（2019年9月30日-)
- NBSニュース